# Zoologica Scripta
Zoologica Scripta è una pubblicazione scientifica a revisione paritaria di zoologia sistematica.
Fondata nel 1972, la rivista è pubblicata con cadenza bimestrale dalla Wiley-Blackwell per conto della Accademia norvegese della scienza e delle lettere e della Accademia reale svedese delle scienze.
Stando al Journal Citation Reports nel 2015 Zoologica Scripta aveva un fattore di impatto di 2,733, il che la pone al dodicesimo posto tra le 160 riviste della categoria "Zoologia" considerate.